# KolourPaint
KolourPaint è un editor di immagini raster gratuito sviluppato da KDE. È simile al software Windows Paint sviluppato da Microsoft prima di Windows 7, ma ha alcune funzionalità aggiuntive come il supporto alla trasparenza, al bilanciamento dei colori e alla rotazione delle immagini.
È stato concepito come un software intuitivo e facile da utilizzare, indirizzato all'utente medio.
È pensato per lavori come:
- Disegnare: fare disegni "a mano libera"
- Modificare immagini: modificare screenshot e fotografie, applicando effetti
- Modificare icone: disegnare clipart e loghi facendo uso della trasparenza

In K Desktop Environment 3.3, KolourPaint ha sostituito il software KPaint come programma di disegno di base predefinito.
È stato sviluppato un porting di KolourPaint su Microsoft Windows attraverso l'iniziativa KDE on Windows.